# ¡Arriba Hazaña!
¡Arriba Hazaña! es una película española estrenada en 1978, dirigida por José María Gutiérrez Santos y que tiene como protagonistas a Fernando Fernán Gómez, Héctor Alterio y José Sacristán.
Se estrenó en pleno periodo de la transición, encuadrada dentro del género sociopolítico, que alcanzó un buen éxito comercial.
Está basada en la novela El infierno y la brisa del escritor onubense José María Vaz de Soto publicada en 1971.
La crítica del diario ABC decía en su estreno que se trataba de un producto comercial con dosis de humor considerables, en el que destacan el papel de los actores, especialmente Fernando Fernán Gómez que da vida a un duro sacerdote exlegionario y Héctor Alterio que interpreta a un titubeante director.

## Argumento
En España, a finales del franquismo, los alumnos de un rígido internado religioso se sublevan contra la represiva normativa del colegio y contra sus directores. Junto a Voltaire o Lutero, el político republicano Manuel Azaña es presentado como símbolo de la resistencia democrática, si bien los estudiantes no saben escribir correctamente su nombre.

## Reparto
| Intérprete            | Personaje                |
| --------------------- | ------------------------ |
| Fernando Fernán Gómez | Hermano Prefecto         |
| Héctor Alterio        | Hermano Director         |
| José Sacristán        | Nuevo Director           |
| Gabriel Llopart       | Hermano Antonio          |
| José Cerro            | Hermano Manuel           |
| Ramón Repáraz         | Hermano Julio            |
| Luis Ciges            | Hermano Ángel            |
| José Franco           | Hermano Enfermero        |
| Ángel Álvarez         | Hermano Pedro            |
| Manuel Guitián        | Hermano Húngaro          |
| Antonio Orengo        | Capellán                 |
| Andrés Isbert         | José Luis Hervás         |
| Luis Reina            | Lamberto Sáenz           |
| Enrique San Francisco | Jesús Fernández          |
| Iñaki Miramón         | Julián Ceballos          |
| Hans Isbert           | Julián Martín            |
| Agustín Navarro       | Juanito Morán            |
| Emilio García         | Hermoso                  |
| Baltasar Ortega       | Clemente Rico            |
| Carlos Coque          | Juan Choperena           |
| Esteban Benito        | Alumno                   |
| Víctor Lara           | Alumno                   |
| Marc Collins          | Alumno                   |
| Manuel Rodríguez      | Alumno                   |
| Óscar Martín          | Alumno                   |
| José A. Caraballo     | Alumno                   |
| Jesús Nieto           | Alumno                   |
| Francisco J. Castillo | Alumno                   |
| Emilio Siegrist       | Barambones               |
| Lola Herrera          | Madre de Julián Ceballos |
| José Carabias         | Juan Choperena           |
| Luis Gaspar           | Voz adicionales          |
| Diego Martín          | Barambones- voz          |
| Manuel Peiró          | Hermano Ángel- voz       |
| Claudio Rodríguez     | Hermano Julio- voz       |